# Vladimir Mihailović
Vladimir Mihailović (en serbe : Владимир Михаиловић), né le 10 août 1990, à Cetinje (République socialiste du Monténégro), est un joueur monténégrin de basket-ball. Il évolue au poste d'arrière.

## Palmarès
- Champion de Belgique en 2018 avec le BC Oostende.
- Vainqueur de la coupe du Belgique en 2018 avec le BC Oostende.
- Vainqueur de la coupe du Monténégro en 2011 et 2012 avec Budućnost Podgorica.

## Distinctions personnelles
- MVP du championnat de Belgique 2020-2021[2].